# فانسن
فانسِن (بالفرنسية: Vincennes)‏ مدينة فرنسية تقع في الضواحي الشرقية لباريس في إقليم فال دو مارن.

## معرض صور

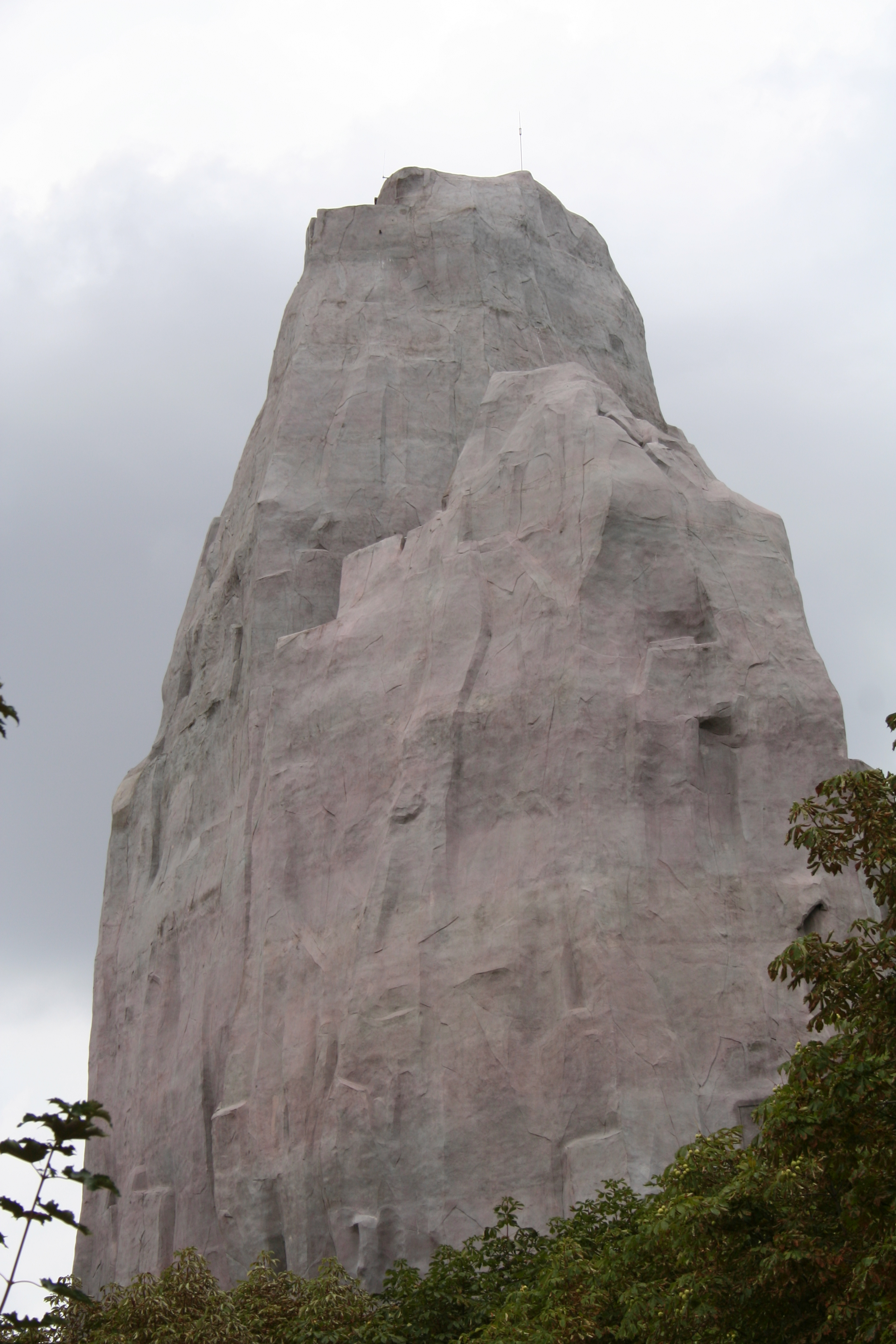
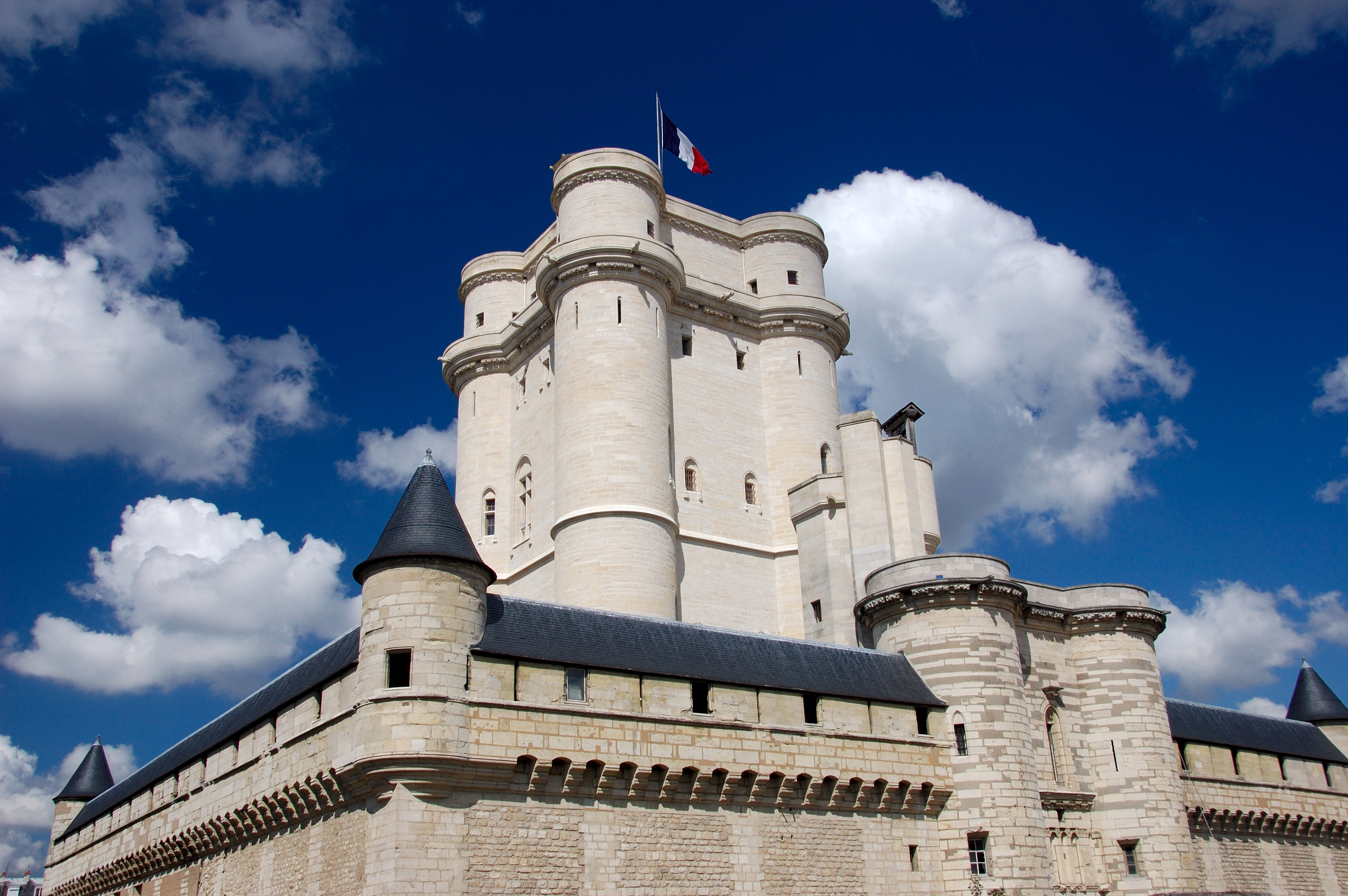
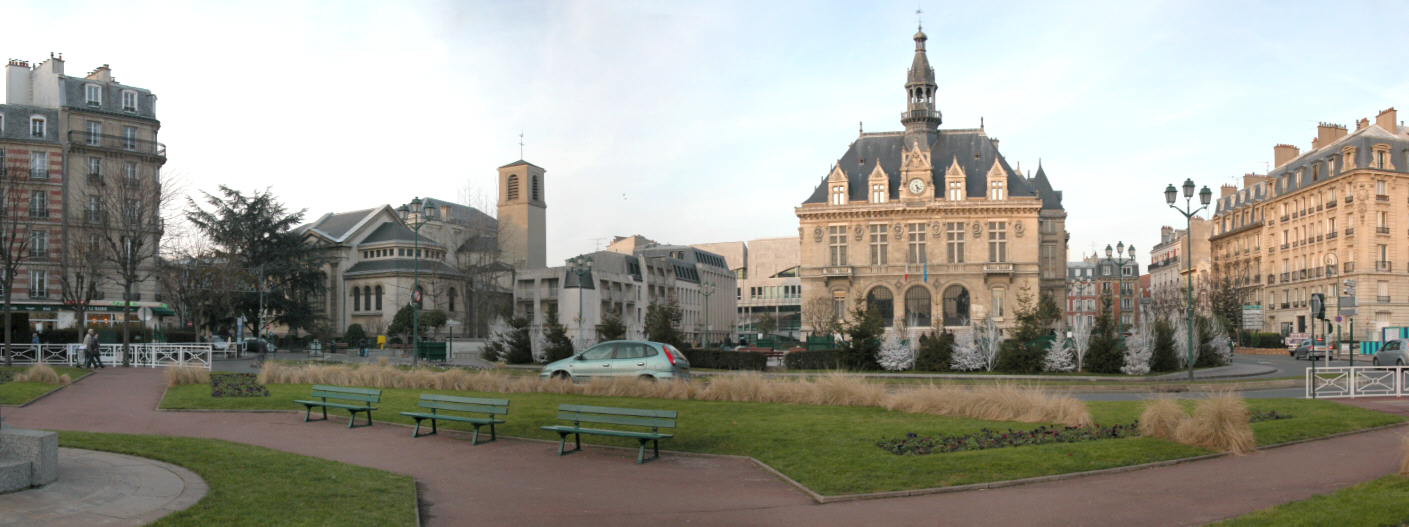
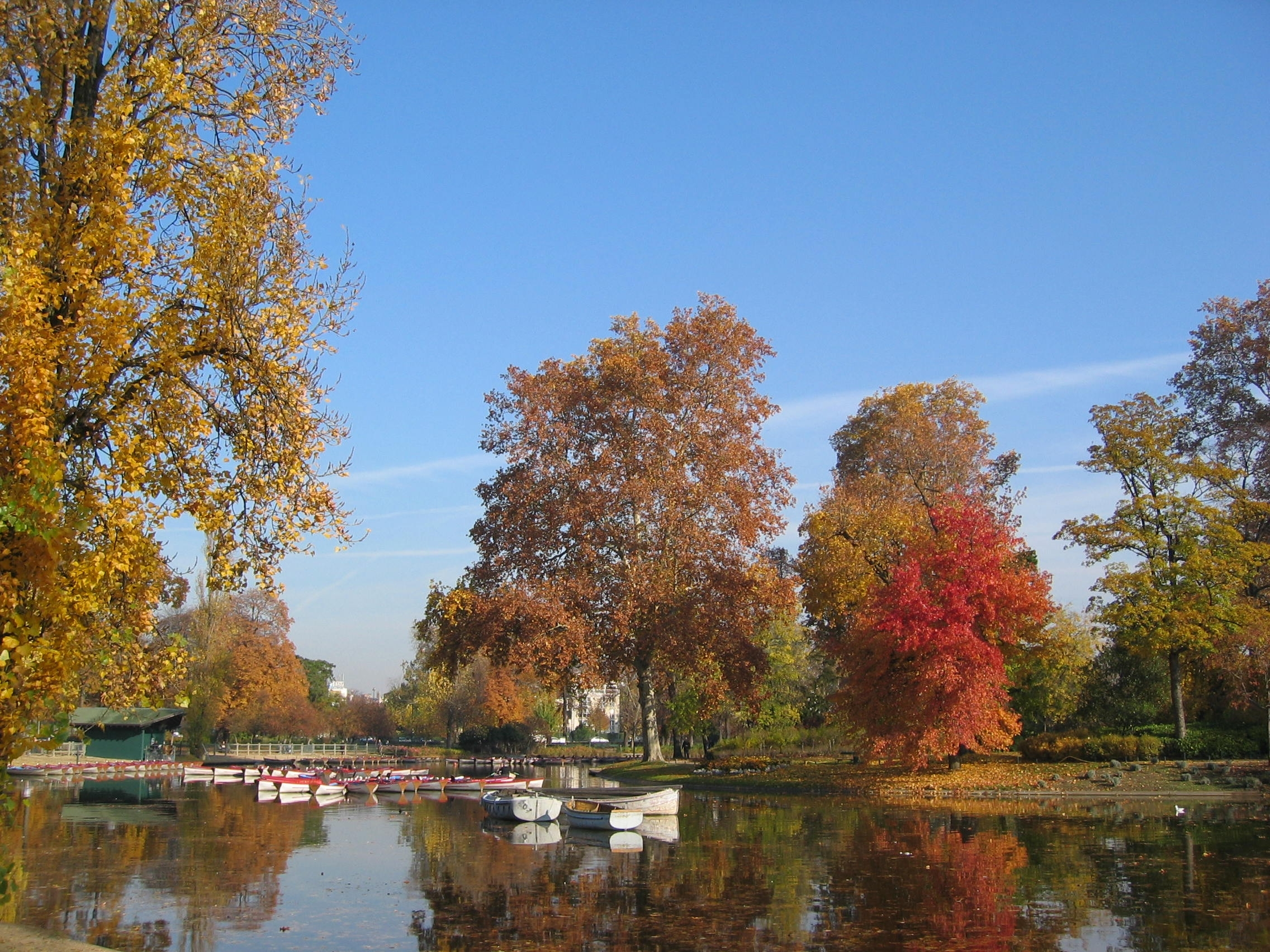

## توأمة
لفانسن اتفاقيات توأمة مع كل من:
- كاستروب راوكسل
- لامبث [الإنجليزية]‏
- Montigny-le-Tilleul [الإنجليزية]‏
- تومار
- فينسينس

## أعلام
- سارة نوكس تايلور
- جوان من بوربون
- لويس الأول دوق أنجو
- شارل التاسع ملك فرنسا
- شارل الرابع
- ماتا هاري
- لويس العاشر
- شارل الخامس ملك فرنسا
- روجر كابرون
- جان بيار ميكيل